# Erreway
Erreway is een Argentijnse poprockband die in 2002 ontstond uit de televisieserie Rebelde Way, heeft wereldwijd meer dan 10 miljoen albums verkocht. In 2007 gingen ze uit elkaar, totdat ze in 2024 weer herenigd werden.
| Acteur           | Geboortedatum    | Geboorteplaats                       | Nationaliteit |
| ---------------- | ---------------- | ------------------------------------ | ------------- |
| Felipe Colombo   | 8 januari 1983   | Mexico-Stad, Mexico                  | Mexico        |
| Camila Bordonaba | 4 september 1984 | El Palomar, Buenos Aires, Argentinië | Argentinië    |
| Benjamin Rojas   | 16 april 1985    | La Plata, Buenos Aires, Argentinië   | Argentinië    |
| Luisana Lopilato | 18 mei 1987      | Stad Buenos Aires, Argentinië        | Argentinië    |

## Geschiedenis
Erreway ontstond in 2002 in Buenos Aires via de tienerserie Rebelde Way. In juli 2002 brachten ze hun debuutalbum uit, getiteld Señales, dat een enorm commercieel succes was in Argentinië en internationaal. In Argentinië behaalde het album gouden, dubbele en vijfvoudige platina-records voor de verkoop van meer dan 300.000 exemplaren in slechts één jaar. Het was het op één na bestverkochte album van 2002 in het land. Internationaal werden er meer dan 2 miljoen exemplaren van verkocht. In september van datzelfde jaar begonnen ze hun eerste concerttournee in het  in Buenos Aires. Deze tournee was een groot succes en er werden bijna 200.000 kaartjes verkocht. Dankzij de grote vraag van het publiek werd de eerste internationale tournee "Tour Señales" gelanceerd, die duurde tot april 2003. In april 2003 kwam het tweede studioalbum van de band uit, getiteld Tiempo. Het album brak binnen enkele dagen verkooprecords en werd goud en platina voor de verkoop van meer dan 40.000 exemplaren. Later werd het album zelfs drie keer platina voor de verkoop van meer dan 200.000 exemplaren. In april van datzelfde jaar bezocht Erreway voor het eerst Israël, wat leidde tot grote ophef in het hele land en op televisie. Zoiets was sinds de komst van de Beatles nog nooit eerder in Israël gezien. De band gaf dertien uitverkochte concerten en verkocht meer dan 150.000 kaartjes. Hiermee begon hun tweede internationale tournee, getiteld "Nuestro Tiempo Tour", waarbij ze landen als Argentinië, Ecuador, Peru, Bolivia, Uruguay, Israël, Griekenland, Venezuela, Dominicaanse Republiek en de Verenigde Staten. Wereldwijd werden er meer dan 700.000 kaartjes voor de tour verkocht. In 2004 bracht de band hun laatste album samen uit vóór hun splitsing. Het album heette "Memoria". Het album kwam binnen op nummer 1 in de Billboard-hitlijsten in Argentinië en werd in het land meer dan 100.000 keer verkocht. Internationaal werden er meer dan 480.000 exemplaren van verkocht.

## Erreway 4 Caminos
In 2004 werd de spin-offfilm "Erreway 4 Caminos" uitgebracht. Deze film was een groot succes aan de kassa en bracht wereldwijd bijna 48 miljoen dollar op.

## Concerten
- Signals Tour (2002 - 2003)
- Onze Tijd Tour (2003 - 2004)
- Erreway afscheidstournee (2004)
- Erreway: Ronde van Spanje (2006)
- Samen Weer Tour (2025)

## Discografie
Erreway heeft aan drie studioalbums gewerkt, die in 2002, 2003, 2004 en één in 2021 uitkwamen. Later werden in Spanje twee verzamelalbums en een pakket met alle inhoud van Erreway uitgegeven bij het platenlabel Warner Music Spain:
Álbumes de estudio
- 2002: Señales
- 2003: Tiempo
- 2004: Memoria
- 2021: Vuelvo

Álbumes en directo
- 2006: Erreway en concierto

Recopilaciones
- 2006: El disco de Rebelde Way
- 2007: Box Set
- 2017: Grandes éxitos

DVD
- 2004: Erreway en Israel
- 2004: Erreway: Los mejores 11 videoclips
- 2006: Erreway: Los videoclips
- 2006: Erreway en concierto

Sencillos
- Sweet Baby
- Dos segundos
- Bonita de más
- Resistiré
- Inmortal
- Amor de engaño
- Será porque te quiero
- Rebelde Way
- Tiempo
- Será de Dios
- Para cosas buenas
- Que estés
- Te soñé
- Vas a salvarte
- Memoria
- Solo sé
- De aquí, de allá
- Bandera blanca
- Vivo como vivo
- Que se siente
- Dije adiós
- Asignatura pendiente
- Pretty Boy
- Vamos al cielo

Albums
- Señales (2002)
- Tiempo (2003)
- Memoria (2004)
- Vuelvo (2021)
- Erreway en concierto (2006)
- El disco de Rebelde Way (2006)
- Box Set (2007)
- Grandes éxitos (2017)
- Erreway en Israel (2004)
- Erreway: Los mejores 11 videoclips (2004)
- Erreway: Los videoclips (2006)
- Erreway en concierto (2006)

Individueel
- Sweet Baby
- Dos Segundos
- Bonita de más
- Resistiré
- Inmortal
- Amor de engaño
- Será porque te quiero
- Rebelde Way
- Tiempo
- Será de dios
- Para cosas buenas
- Que estés
- Te soñe
- Vas a salvarte
- Memoria
- Solo sé
  - De aquí, de allá
  - Bandera blanca
  - Vivo como vivo
  - Que se siente
  - Dije adiós
  - Asignatura pendiente
  - Pretty Boy
  - Vamos al cielo

- MusicBrainz: d25b2e35-2cb5-4a24-ab22-3c86e1d3f527
- Virtual International Authority File: 308263237